# Kabakra pompela
Kabakra pompela är en insektsart som beskrevs av Sohi och Mann 1992. Kabakra pompela ingår i släktet Kabakra och familjen dvärgstritar. Inga underarter finns listade i Catalogue of Life.